# Burg Greene

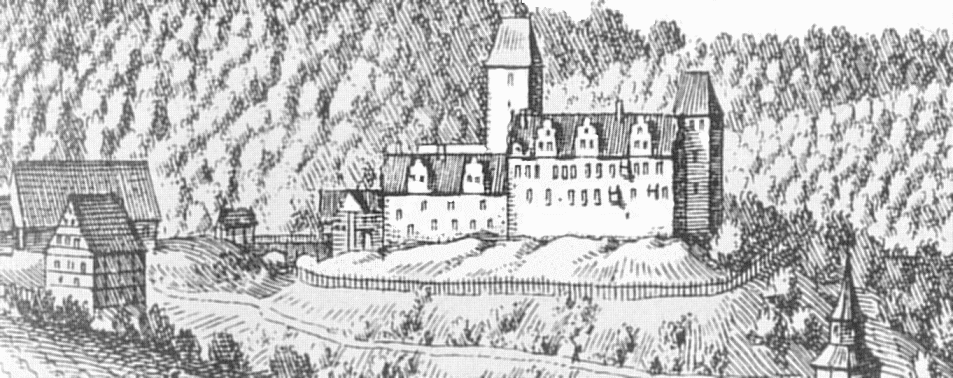
Merian-Stich der Burg 1654

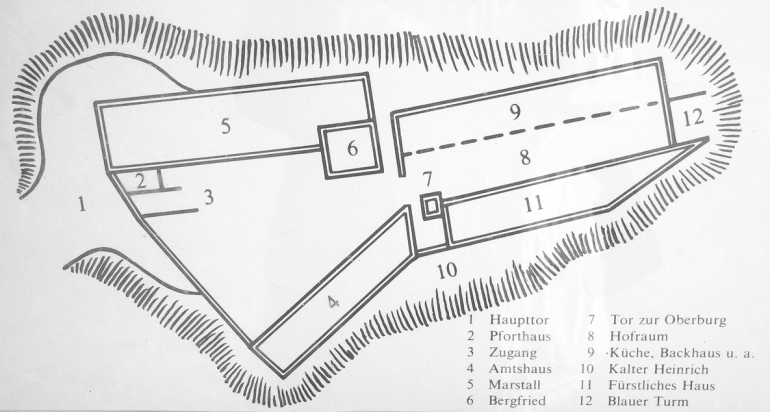
Grundriss der Burganlage, korrespondierend zum Merian-Stich, links der Zugang

Die Burg Greene war eine mittelalterliche Spornburg in der Nähe von Greene in Niedersachsen. Heute liegt die auf 181 m ü. NN gelegene Burgruine in einem parkähnlichen Gelände auf einer vorspringenden Bergnase über dem Leinetal. Sie besteht im Wesentlichen aus dem 25 m hohen Bergfried.

## Geschichte
Als Vorläuferanlage gilt die rund einen Kilometer südlich an der Leine auf einem Bergsporn liegende Hüburg, die sich anhand von Fundstücken auf das 10. bis 12. Jahrhundert datieren lässt.
Die Burg Greene wurde im Jahr 1308 von den Edlen von Homburg errichtet, um damit ihre Güter in dieser Gegend und eine wichtige Handelsstraße über die Leine zu schützen. Im Jahre 1409 starb der letzte Homburger, seine Witwe Schonette erhielt das Witwenrecht an der Burg, die laut Vertrag vom 9. Oktober 1409 an Herzog Bernhard von Braunschweig vererbt war. Dieses löste Streit mit dem Bischof von Hildesheim aus, dem die Welfen schließlich 1414 die Burg Greene für 12.000 rheinische Gulden überließen und sich das Wiederkaufsrecht vorbehielten. 1451 gestand der Bischof von Hildesheim dem Braunschweiger Herzog Wilhelm dem Älteren das Recht zu, die Burg Greene gegen die vereinbarte Pfandsumme einzulösen. Erst 1499 war es den Welfen möglich, die 12.000 rheinischen Gulden aufzubringen und Greene als Amt in Besitz zu nehmen.
1553 zerstörte Vollrad von Mansfeld, der auf Geheiß von Markgraf Albrecht von Brandenburg-Kulmbach plündernd durchs Braunschweiger Land zog, die Greener Burg. Herzog Heinrich der Jüngere ließ sie unverzüglich wieder aufbauen. Während des Dreißigjährigen Krieges erlitt die Burg einige Zerstörungen und fiel nach der Schlacht bei Lutter in die Hand der Kaiserlichen. Danach wurde die Burg bis zum Bau des neuen Amtshauses an anderer Stelle Sitz des Amtes Greene. Dadurch ihrer Funktion beraubt, erging 1694 die Dezember-Anordnung der Braunschweiger Herzöge Rudolf August und Anton Ulrich zur Aufgabe der Burg „weil das alte Schloß nicht mehr bestehen, weniger der Amtshaushalt aus solchen alten Gebäude fernerhin geführet werden könne“. Ab 1704 war die Burg nur noch von Tagelöhnern bewohnt. Sie verfiel allmählich und ihre Steine wurden für Gebäude im Dorf verwendet. Bereits 1757 wird berichtet, dass im Wesentlichen nur noch der Turm vorhanden ist.

## Baubeschreibung
Die Burg bestand aus der Vorburg und der etwas höher gelegenen Hauptburg, wobei der Bergfried noch heute an der früheren 1,5 m starken Trennmauer zwischen beiden Abschnitten steht. Der Zugang erfolgte von Süden her über eine Zugbrücke über einen Halsgraben. Geschützt war der Zugang über eine kleinere Torwache. Der dreieckige Hof der Vorburg war vermutlich mit Gebäuden umgeben, da noch einige Grundmauern vorhanden sind. Der 25 m hohe Bergfried mit 2,8 m starken Grundmauern hat einen quadratischen Grundriss. Die von der Fläche her schmale Hauptburg bestand aus Gebäuden, deren Außenwände die Burgaußenmauer bildeten. Die Gebäude hatten wahrscheinlich zwei Stockwerke in Steinbau und darüber einen Fachwerkaufbau.
Heute besteht die Greener Burg aus Teilen der ehemaligen Burgaußenmauer, dem wiedererrichteten Bergfried und dem Torbogen zur Oberburg. Vom begehbaren Bergfried hat man einen weiten Ausblick in das Leinetal.

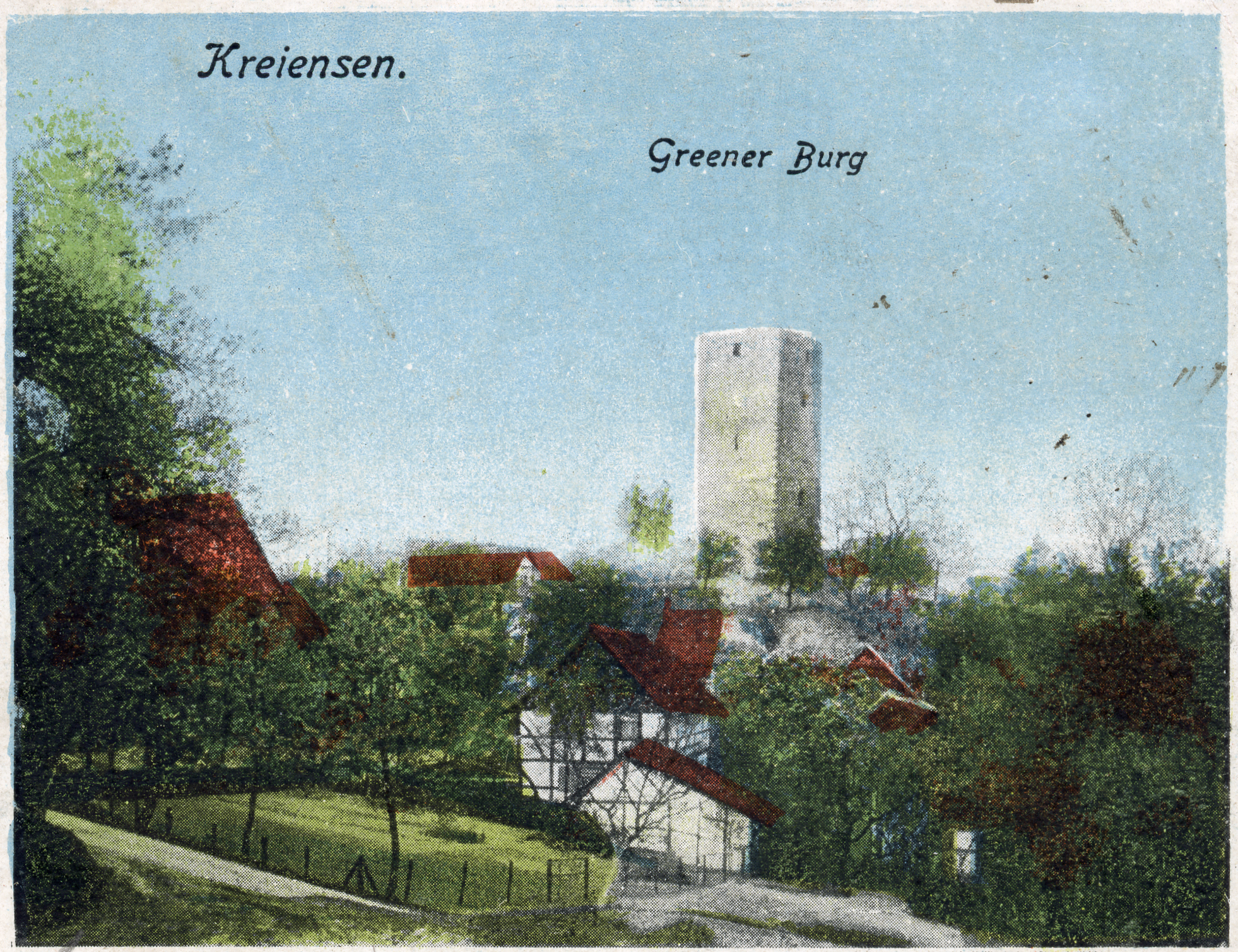
Greener Burg auf der kolorierten Ansichtskarte Nummer 8920 (Ausschnitt) der Postkarten-Verlagsanstalt Kosmos
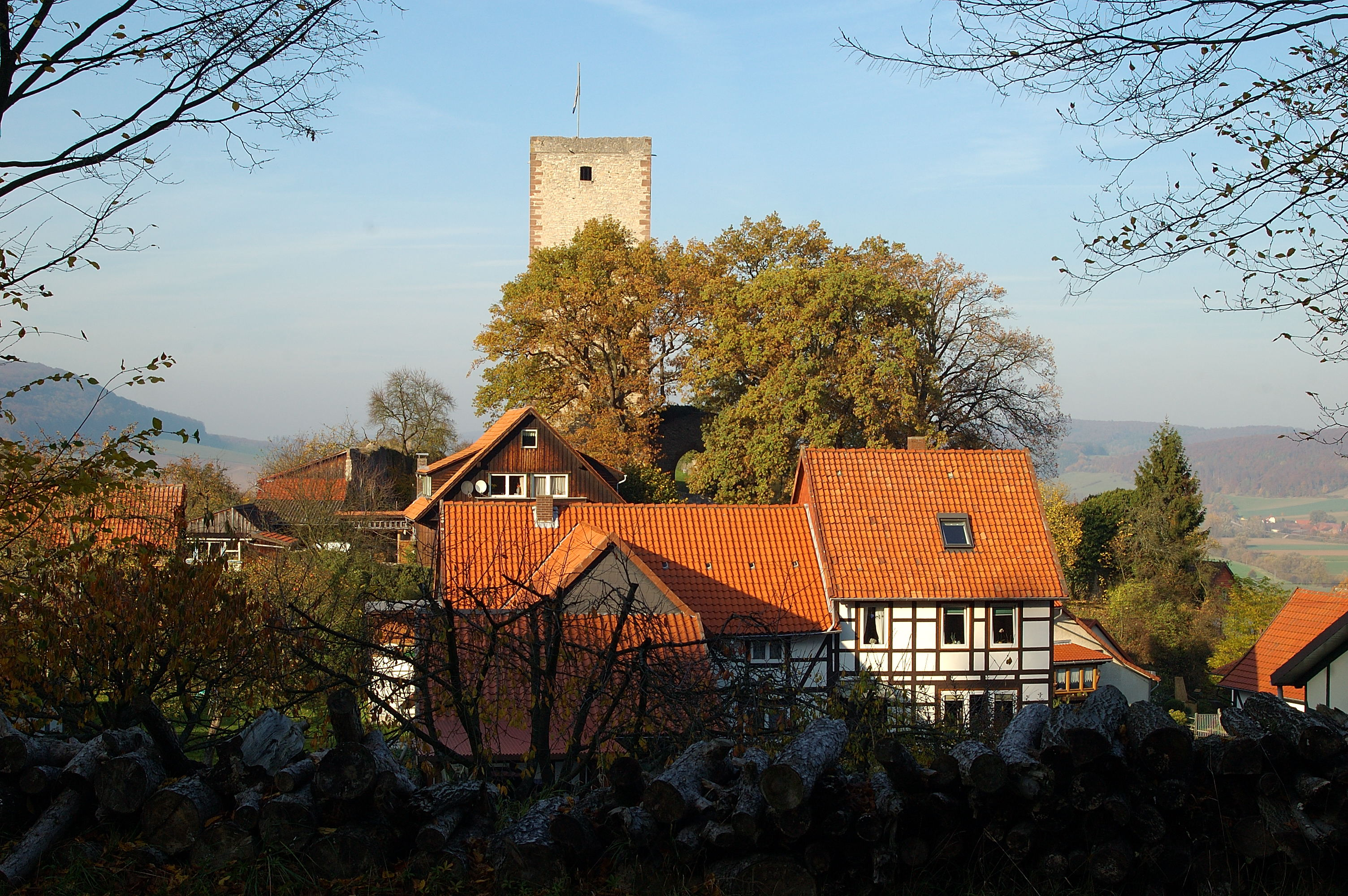
Burg Greene
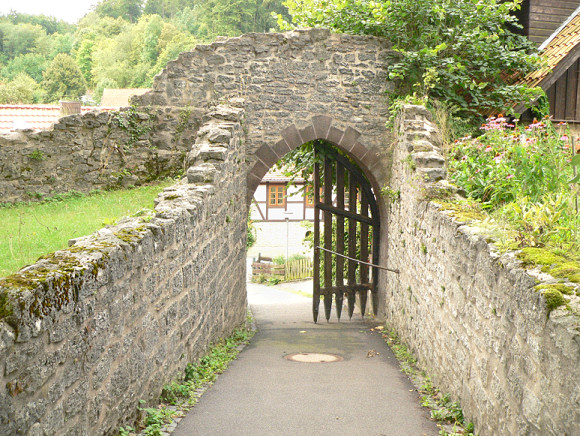
Burgeingang zur Vorburg, vom Burginneren gesehen
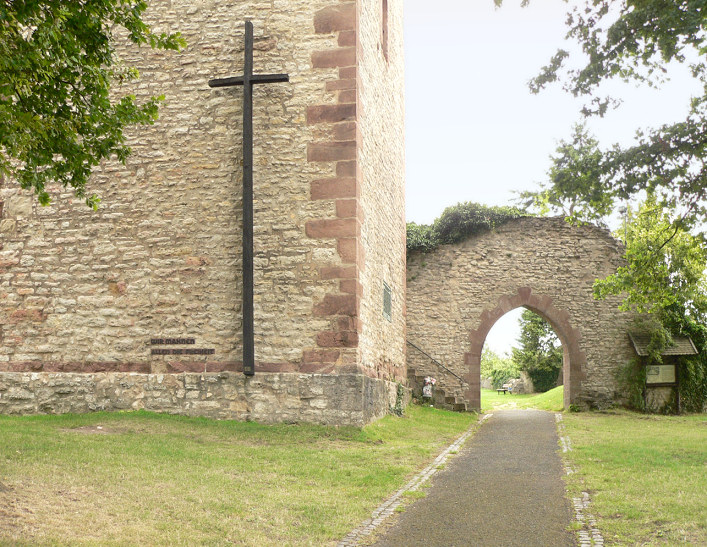
Bergfried mit Torbogen in der Trennmauer zur Hauptburg, Kreuz für Kriegsgefangene
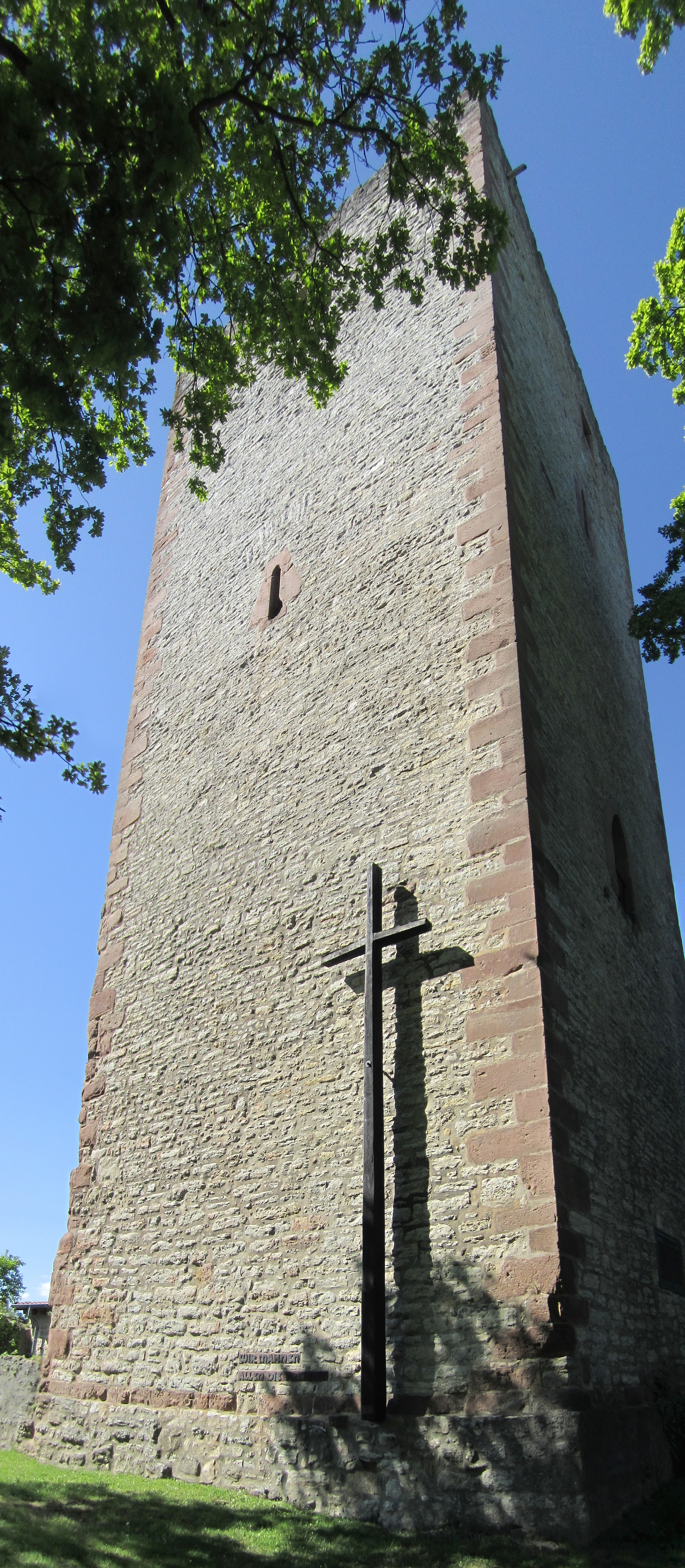
Kreuz für Kriegsgefangene am Bergfried
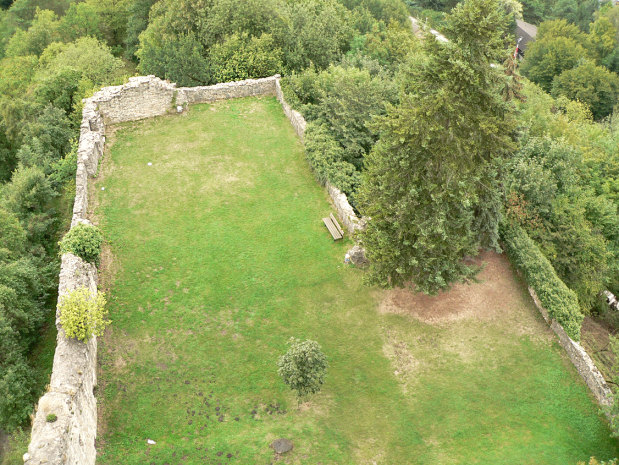
Blick vom Bergfried auf den Bergsporn mit Hauptburg
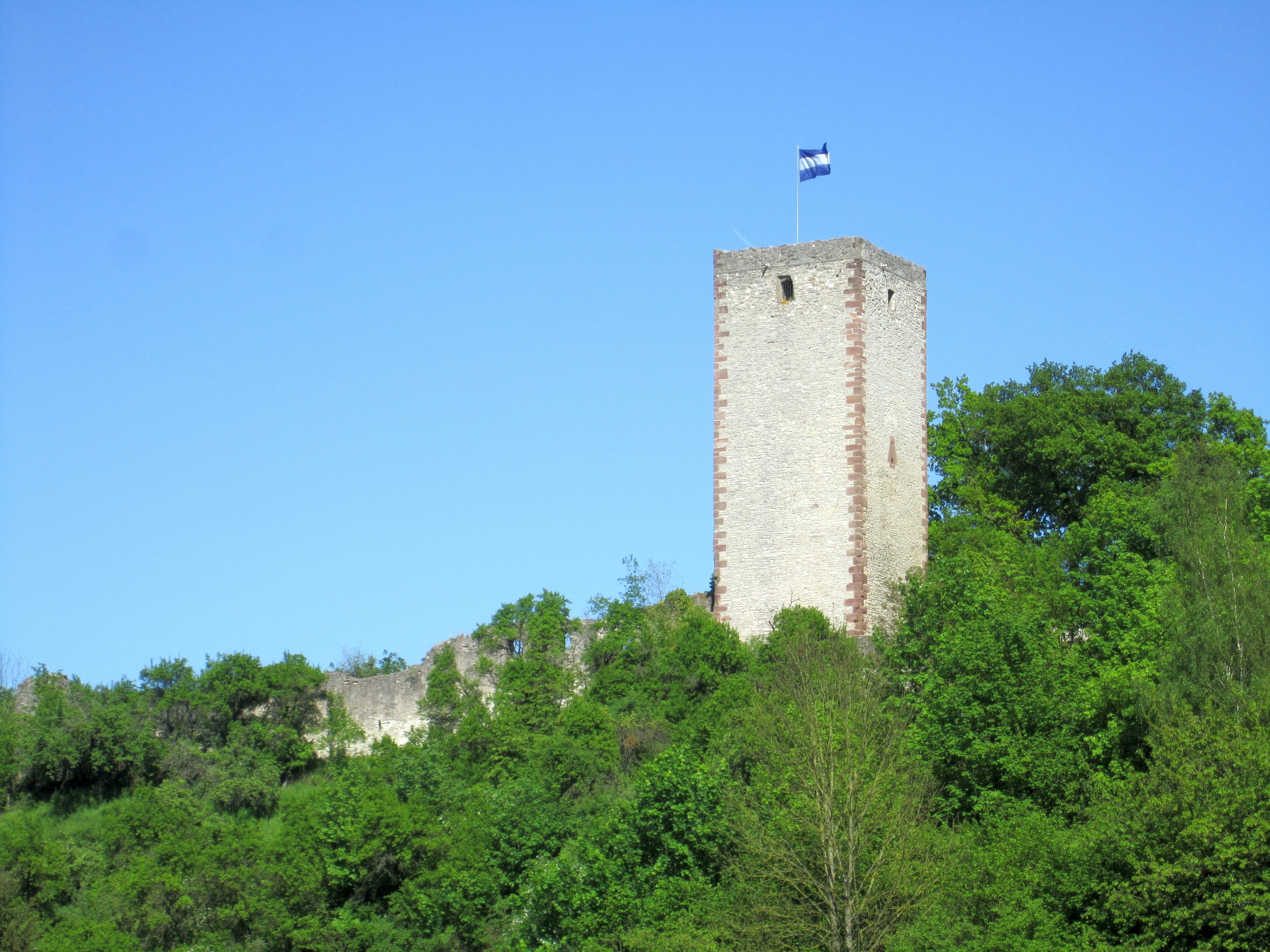
Burg Greene von Westen

## Gedenkstätte für Kriegsgefangene

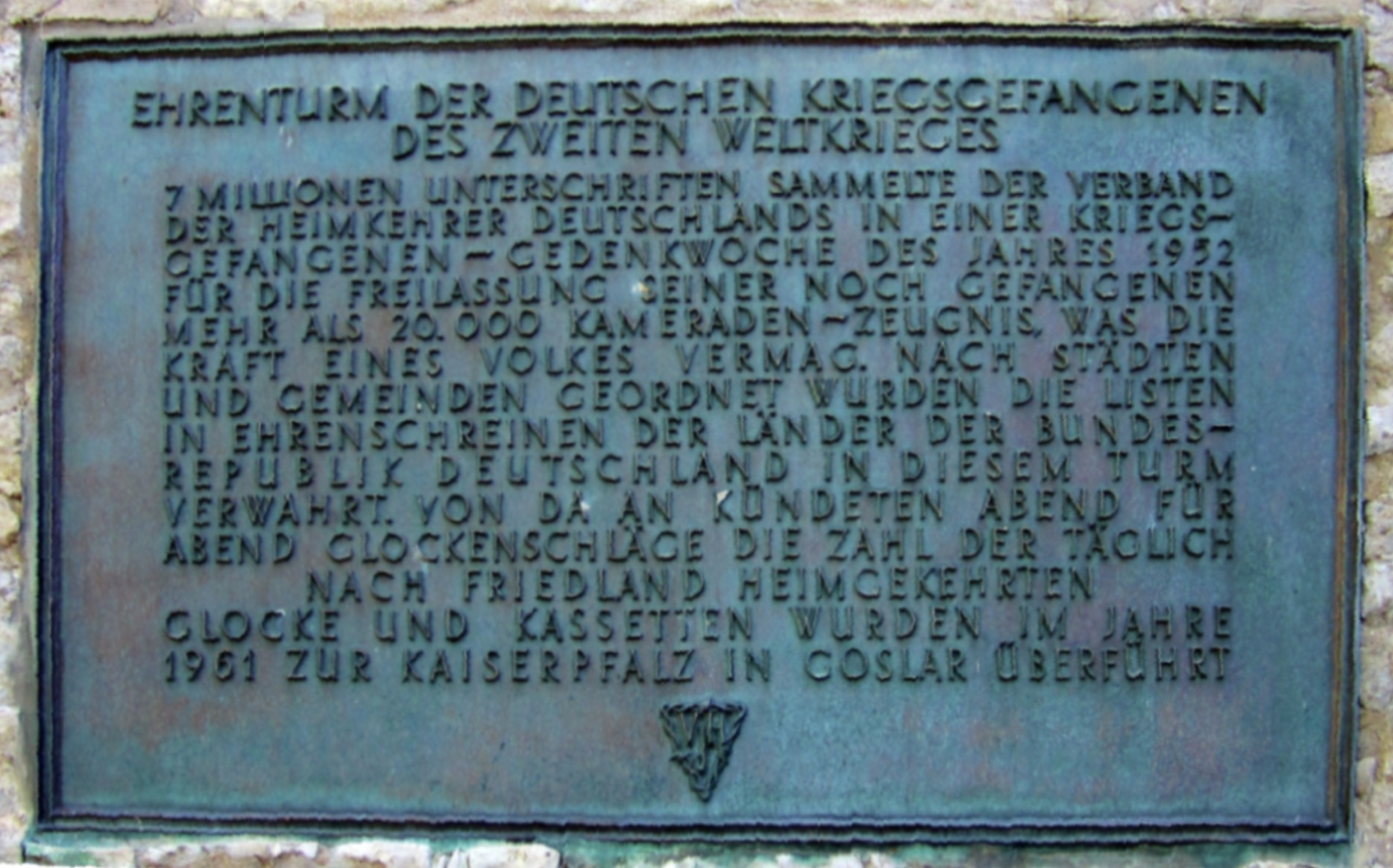
Gedenktafel für Kriegsgefangene am Turm

1953 wurde die Burg zur „Bundesweihestätte für die deutschen Kriegsgefangenen“ des Zweiten Weltkriegs erklärt. Träger war das „Kulturwerk Bundesweihestätte Greene e. V.“ (dieser Verein war auch Träger der ersten Gandersheimer Domfestspiele). In dem zum Ehrenturm erklärten Bergfried waren bis 1961 die 7 Millionen Unterschriften für die Petition des Verbandes der Heimkehrer, Kriegsgefangenen und Vermisstenangehörigen Deutschlands hinterlegt. Sie forderten die Freilassung der Kriegsgefangenen aus der Sowjetunion. Daran erinnern im Turm Wandschreine der damaligen Bundesländer sowie an der Außenmauer ein Kreuz und eine Gedenktafel. 1961 verlegte man die Bundesweihestätte wegen Baufälligkeit des Turms in die Nähe der Kaiserpfalz Goslar.

## Befestigungsanlagen in der Nähe
- Eringaburg, Ammensen
- Burg Hausfreden, Freden
- Burg Winzenburg, Winzenburg
- Dörhai (Wallanlage), Winzenburg
- Burgruine Wohlenstein, Bilderlahe
- Hohe Schanze
- Tiebenburg
- Ohlenburg
- Läsekenburg